# Kempferie drobnokvětá
Kempferie drobnokvětá (Kaempferia parviflora) je vytrvalá, teplomilná, hlízovitá rostlina, která je původní druh v jihovýchodní Asii. Přestože tento druh není součásti rodu zázvor, ale rodu kempferie, mívá anglické pojmenování „černý zázvor“ nebo „thajský ženšen“, někdy též bývá nazýván thajským výrazem „krachidum“. V posledních létech je předmětem zvýšeného vědeckého zájmu, má údajné silné posilující i léčebné účinky.

## Rozšíření
Tato vytrvalá bylina čeledi zázvorníkovitých dlouhodobě roste v tropické jižní Asii. Vyskytuje se od Bangladéše přes Myanmar, Thajsko a Kambodžu až do Vietnamu.

## Význam
Rostlina pochází z rodu podobného zázvoru, z rodu kempferie, a v Thajsku bývá používána jako tradiční potravina i lidový lék již více než 1000 let.
Bylina má po oloupání tmavě fialový oddenkem, z kterého vyrážejí kulaté až oválné středně zelené listy o výšce 30 až 40 cm. Rozrůstáním oddenku se rostlina po stanovišti rozšiřuje.
V posledních letech je předmětem zvýšeného vědeckého zájmu a stala se důležitou rostlinou v tradiční medicíně pro několik léčebných účinků a také jako doplněk stravy. Mezi léčebné účinky kempferie drobnokvěté patří například zvýšení energie, posílení těla a mysli, stimulace testosteronu, zlepšení mužských sexuálních funkcí, prodloužení doby erekce a další...

## Užití
Kaempferia parviflora se tradičně používá k léčbě různých onemocnění, bylo prokázáno, že je zdraví prospěšná bylina. V Thajsku se dlouho využívá pro vylepšení sexuální aktivity mužů. Léčba kempferií drobnokvětou významně zvyšuje hladiny sérového testosteronu, koncentraci spermií a hmotnost varlat, zvyšuje také sexuální aktivity.
Farmakologické studie prokázaly různé přínosy rostliny, včetně aktivity regulující buněčný metabolismus, protirakovinné aktivity, vaskulární relaxace a kardioprotektivní aktivity, sexuální stimulační aktivity, neuroprotektivní aktivity, antialergické, protizánětlivé a antioxidační aktivity. Ty mohou být spojeny se zvýšenými mitochondriálními funkcemi a aktivovanou cGMP-NO signální dráhou.
Vzhledem k tomu, že populace stárne, jsou zapotřebí bezpečné a účinné zásahy, které zachovají mužské sexuální funkce. Publikované výzkumy naznačují, že různé přípravky z kempferie drobnokvěté, rostliny z čeledi zázvorníkovitých, podporují kardiovaskulární zdraví a mohou zlepšit erektilní funkci.
Výsledky klinických studií této rostliny uvádějí i zlepšení fyzické kondice u starších osob a sportovců a zvýšené aktivity antioxidačních enzymů. Rovněž byla popsána podpora spotřeby energie prostřednictvím aktivace metabolismu v tukové tkáni. Proto může být tato bylina vhodnou složkou pro zlepšení fyzické kondice, svalové vytrvalosti, únavy a metabolismu.